# Manuel Marín (Politiker)

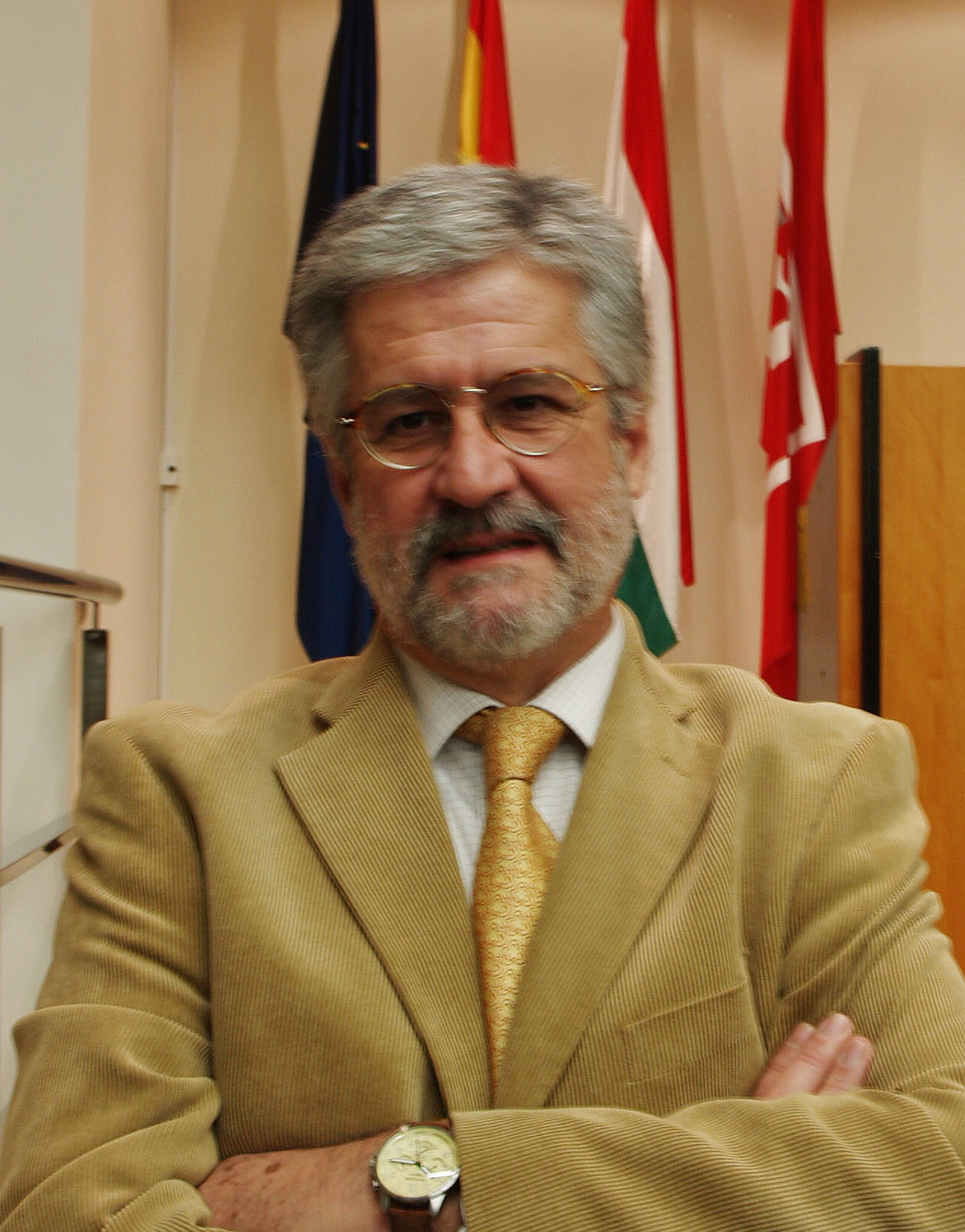
Manuel Marín (2009)

Manuel Marín González (* 21. Oktober 1949 in Ciudad Real; † 4. Dezember 2017 in Madrid) war ein spanischer Politiker.
Manuel Marín studierte Rechtswissenschaften in Madrid und spezialisierte sich im Anschluss im Gemeinschaftsrecht an der Universität Nancy und am College of Europe. 1974 trat Marín der Sozialistischen Arbeiterpartei Spaniens (Partido Socialista Obrero Español) bei, für die er von 1977 bis 1982 und von 2000 bis 2008 Mitglied des spanischen Unterhauses (Congreso de los Diputados) war. Von 1982 bis 1985 war er in der spanischen Regierung im Range eines Ministers für die letzte Phase der EU-Beitrittsverhandlungen des Landes zuständig.
Von 1986 bis 1999 war er in unterschiedlichen Funktionen Mitglied der Europäischen Kommission, z. B. als Kommissar für Beschäftigung, soziale Angelegenheiten und Chancengleichheit unter Kommissionspräsident Jacques Delors und als Kommissar für die Beziehungen zum Mittelmeerraum, Lateinamerika und Mittel- und Ostasien unter Kommissionspräsident Jacques Santer. Unter seiner Verantwortung als EU-Kommissar entstand das Erasmus-Programm. Nach dem Rücktritt der Santer-Kommission infolge eines Korruptionsskandals 1999 amtierte Marín für einige Monate als Präsident der Europäischen Kommission in der übergangsweise gebildeten Kommission Marín.
Nach seiner Rückkehr in die spanische Politik war Marín von 2004 bis März 2008 Präsident des spanischen Unterhauses. Im Jahr 2007 kündigte er seinen Rückzug aus der Politik an und wechselte an die Spitze einer spanischen Stiftung.
Marín war verheiratet und hatte zwei Kinder. Am 4. Dezember 2017 erlag er einem Krebsleiden.